# Raionul Starokosteantîniv, Hmelnîțkîi
Starokosteantîniv (în ucraineană Старокостянтинівський район, transliterat: Starokosteantînivskîi raion) este un raion în regiunea Hmelnîțkîi, Ucraina. Reședința sa este orașul regional Starokosteantîniv, care nu aparține raionului.

## Demografie
Componența lingvistică a raionului Starokosteantîniv
     Ucraineană (98,6%)
     Rusă (1,12%)
     Alte limbi (0,28%)
Conform recensământului din 2001, majoritatea populației raionului Starokosteantîniv era vorbitoare de ucraineană (98,6%), existând în minoritate și vorbitori de rusă (1,12%).